# Amosdec
 (mars 2025).
Amosdec est un distributeur grossiste à valeur ajoutée, notamment spécialiste de la virtualisation d'infrastructures. Également expert du datacenter virtualisé. L'entreprise a été créée le 20 février 1990

## Présentation
En 2002, Amosdec devient un partenaire privilégié de VMware.
En 2008, Veeam s'ajoute à la carte d'Amosdec.
En 2009, Netapp s'ajoute à la carte d'Amosdec ainsi que StoneSoft, spécialiste de la sécurité en virtualisation. Le Virtualization Technical Center est lancé. C'est un centre qui permet de tester dans des situations les outils de virtualisation. Intel et VMware sont fortement liés à ce centre.
En 2010, Liquidware Labs enrichit la carte d'Amosdec.
Amosdec est centre de formation agréé VMware, PlateSpin, etc.
Ainsi Amosdec est donc capable de dispenser des formations et des certifications VMware, PlateSpin, etc.

## Situation actuelle
Amosdec est le grossiste leader sur le marché de la virtualisation d'infrastructures.
Aujourd'hui elle compte de nombreux éditeurs comme Novell-PlateSpin, Stonesoft, ThinPrint, Veeam Vizioncore, constituant un écosystème autour de VMware.
Amosdec propose également, avec l’offre Charon, des solutions de virtualisation d’infrastructures OpenVMS, permettant de faire fonctionner des plates-formes virtuelles VAX et Alpha sur des architectures x86.
Le 18 mai 2011, Avnet rachète Amosdec